# 하오사오원
하오사오원(중국어: 郝劭文, 병음: Hǎo Shàowén, 영어: Steven Hao 스티븐 하오[*], 1990년 1월 4일 ~ )은 타이완의 배우이다. 타이베이시 출신으로4세 때 아역으로 데뷔했다.

## 출연 작품
- 청춘연애
- 적호서생 - 당나귀 판자집 주인 역